# Eclipse lunar de 26 de agosto de 1980
| Eclipse Lunar Penumbral 26 de agosto de 1980 | Eclipse Lunar Penumbral 26 de agosto de 1980 |
| --- | -------------------------------------------- |
| A Lua cruzando na parte sul da zona de penumbra da Terra, de oeste para leste (da direita para a esquerda), com a Lua levemente menos brilhante que o normal. |                                              |
| Gamma | -1,1608                                      |
| Saros (e membro) | 147 (7 de 72)                                |
| Sequência de eclipses lunares |                                              |
| Anterior | 27 de julho de 1980                          |
| Próximo | 20 de janeiro de 1981                        |
| Duração (hr:mn:sc) |                                              |
| Penumbral | 3:34:21                                      |
| Fases e Horários do Eclipse (UTC) |                                              |
| P1 | 1:43:21                                      |
| Máximo | 3:30:29                                      |
| P4 | 5:17:42                                      |

O eclipse lunar de 26 de agosto de 1980 foi um eclipse penumbral, o terceiro de três eclipses lunares do ano. Teve magnitude penumbral de 0,7089 e umbral de -0,2531. Teve duração total de 214 minutos.
A faixa de penumbra da Terra cobriu mais da metade do disco lunar (cerca de 70%), fazendo com que o brilho da Lua diminuísse gradualmente. Mas como o polo norte lunar, voltado para a região da sombra terrestre, estava um pouco mais afastado do local, ela praticamente não sofreu escurecimento gradual, característico da região ao redor da sombra umbral, e de um eclipse penumbral mais abrangente. Dessa maneira, foi difícil a identificação do eclipse.
Este eclipse penumbral subtil pode ter sido visível para um observador habilidoso no eclipse máximo. 71% do disco da Lua foi parcialmente sombreado pela Terra (nada disso foi na sombra total), o que causou um suave gradiente de sombra em todo o seu disco no máximo; o eclipse como um todo durou 3 horas e 34 minutos.
A Lua cruzou a região sul da zona de penumbra da Terra, em nodo descendente, dentro da constelação de Aquário, próxima à estrela Deneb Algedi, na constelação vizinha de Capricórnio.

## Série Saros
Eclipse pertencente ao ciclo lunar Saros de série 147, sendo este de número 7, totalizando 72 eclipses da série. O último eclipse do ciclo foi o eclipse penumbral de 15 de agosto de 1962, e o próximo será com o eclipse penumbral de 6 de setembro de 1998.

## Visibilidade
Foi visível nas Américas, Atlântico, África, Europa, grande parte da Antártida e no centro-leste do Pacífico.
| Região do planeta onde foi visível durante o máximo do eclipse - 3:31 UTC. O Centro-Oeste brasileiro, obteve a melhor observação do meio do eclipse, de onde foi visível à meia-noite. |
| Mapa de visibilidade do eclipse |